# Yurie Nabeya
Yurie Nabeya (鍋谷 友理枝, Nabeya Yurie) est une joueuse de volley-ball japonaise née le 15 décembre 1993 à Kawasaki (Préfecture de Kanagawa). Elle mesure 1,76 m et joue au poste de réceptionneuse-attaquante. Elle totalise 74 sélections en équipe du Japon.

## Clubs
| Club                     | De        | À         |
| ------------------------ | --------- | --------- |
| Higashikyushu Ryukoku HS | 2009-2010 | 2011-2012 |
| Denso Airybees           | 2012-2013 | …         |

## Palmarès

### Équipe nationale
- Championnat d'Asie et d'Océanie
  - Vainqueur : 2017.

### Clubs
- Tournoi de Kurowashiki
  - Vainqueur : 2017.
- Coupe de l'impératrice
  - Finaliste : 2017.